# ブライト (2017年の映画)
『ブライト』 (原題：Bright) は、2017年のアメリカ合衆国のアーバンファンタジーアクションクライム映画。
ウィル・スミス主演で、デヴィッド・エアーが監督し、マックス・ランディスが脚本を書き、同年12月22日にNetflixで配信された。

## 概要
人間とエルフ、オーク、フェアリー、ドワーフなどが共生する現代のロサンゼルスを舞台とする。2000年前、9種族が団結して邪悪で強力な“ダーク・ロード”を封じ込めたが、“インファーニ”と呼ばれる勢力がその復活を謀る。一方で“光の盾”と呼ばれる勢力は復活を妨害する。魔法を使う稀な存在は“ブライト”と呼ばれる。ブライトだけが触れることができる、強力な魔法のワンド（杖）の存在が知られている。
社会の多数派は人間であり、エルフは人間よりも裕福で社会的な地位も高いが、オークは差別対象となっている。フェアリーは翼をもつ小動物のごとき存在である。

## あらすじ
警官のダリルはロサンゼルス市警察初のオーク警官として偏見に曝されるニックを相棒とし、パトロール中に銃撃され負傷したのちに復帰したばかりである。警察の内務調査部は、ニックが同族のオークの犯人を見逃したと疑う。FBIは、魔法のワンドを持ち“ダーク・ロード”の復活を謀るグループ“インファーニ”を追う。
パトロール中のダリルとニックは、魔法が使われ多くが死んだ現場でエルフの少女ティッカと魔法のワンドを見つける。上司と同僚の警官たちは、ダリルとニックを殺してワンドを奪おうとし、ダリルに殺される。人間のギャングとインファーニにも追われ、ダリル、ニック、ティッカはワンドを持って逃げる。三人はワンドを求めるオークのギャングにつかまり、ニックは殺されるが、ティッカが“ブライト”の能力でワンドを使い蘇らせる。ティッカは、インファーニのレイラからワンドを盗んで逃げたことを明かす。レイラが三人に追いつき、ティッカを妹と呼ぶ。ダリルはワンドを使ってレイラを倒し、自身もブライトであることが分かる。雑種のオークであるニックは純血のオークとして同族に認められる。FBI魔法捜査官はワンドを没収し、ダリルが警官を殺したことをもみ消して二人の警官は表彰される。

## キャスト
※括弧内は日本語吹替
- ダリル・ウォード - ウィル・スミス（東地宏樹[3]）
  - ロス市警の警官。
- ニコラス・“ニック”・ジャコビー - ジョエル・エドガートン（楠大典[3]）
  - ロス市警初のオークの警官でウォードの相棒。
- レイラ - ノオミ・ラパス（小林沙苗[3]）
  - “インファーニ”のリーダーのエルフ。“ブライト”。
- カンドメア - エドガー・ラミレス（加瀬康之）
  - FBI魔法捜査官のエルフ。
- ティッカ - ルーシー・フライ（英語版）（能登麻美子）
  - 少女のエルフ。“ブライト”。
- ティエン - ヴェロニカ・グゥ
  - レイラの手下のエルフ。
- セラフィン - アレックス・メラズ（英語版）
  - レイラの手下のエルフ。
- モンテヒュー - ハッピー・アンダーソン（英語版）（遠藤純一）
  - FBI魔法捜査官の人間。
- ポラード - アイク・バリンホルツ（中村章吾）
  - ロス市警の警官。
- シェリ・ウォード - ドーン・オリヴィエリ（英語版）（御沓優子）
  - ダリルの妻。
- ヒックス - マット・ジェラルド（英語版）（田所陽向）
  - ロス市警の警官。
- チン巡査部長 - マーガレット・チョー（吉田麻実）
  - ダリルの上司。
- ブラウン - ジョセフ・ピッキュイッロ（渡井奏斗）
  - ロス市警の警官。
- ドルグ - ブラッド・ウィリアム・ヘンケ（山野井仁）
  - オークのギャング“フォッグティース”のリーダー。
- ロドリゲス - ジェイ・ヘルナンデス（岡井カツノリ）
  - ロス市警の警官。
- ポイズン - エンリケ・ムルシアーノ（烏丸祐一）
  - 人間のギャング“アルタミラ”のリーダー。
- ソフィア・ウォード - スカーレット・スペンサー（佐藤美由希）
  - ダリルの娘。
- ペレス警部 - アンドレア・ナヴェド（英語版）（櫻庭有紗）
  - ダリルの上司。
- ヤマハラ - ケネス・チョイ（宮本淳）
  - ロス市警内務調査部。
- マイキー - ブランドン・ララキュエンテ（白石兼斗）
- サーリング - クリス・ブラウニング（藤翔平）
- アーカシアン - ボビー・ナデリ（こばたけまさふみ）
- テレビの男(2)（臼木健士朗）
- 通りの男(1)（望月純一）

日本語版スタッフ：演出：打越領一、翻訳：久保喜昭、制作：ACクリエイト

## 評価
Rotten Tomatoesによれば、113件の評論のうち高評価は18%にあたる29件で、平均して10点満点中4.1点を得ている。Metacriticによれば、26件の評論のうち、高評価は2件、賛否混在は10件、低評価は14件で、平均して100点満点中29点を得ている。

## 続編
ウィル・スミスが出演する続編が企画されていたが、2022年4月に中止となった。

## スピンオフ
舞台を幕末から明治初期の日本に移し、本作の世界観を受け継ぐアニメ『ブライト: サムライソウル』が2021年10月12日に配信された。